# واسکادا
واسکادا (به انگلیسی: Waskada) یک منطقهٔ مسکونی در کانادا است که در منیتوبا واقع شده‌است. واسکادا ۰٫۷۷ کیلومتر مربع مساحت و ۱۸۳ نفر جمعیت دارد.